# Ehud Ben-Towim
Ehud Ben-Towim (hebr. ‏אהוד בן טובים‎; ur. 12 sierpnia 1952 w Tel Awiwie) – izraelski piłkarz grający na pozycji napastnika.

## Życiorys
Wychowanek Bene Jehuda Tel Awiw. W tym klubie występował w latach 1968–1989. W 1978 roku został wypożyczony do amerykańskiego Oakland Stompers. W 1989 roku odszedł do Hapoelu Ironi Riszon le-Cijjon. W 1990 roku zakończył karierę.
Wraz z reprezentacją w 1976 roku wystąpił na igrzyskach olimpijskich w Montrealu.